# 紹特梅克河
51°25′28.78″N 8°16′59.10″E / 51.4246611°N 8.2830833°E
紹特梅克河（德語：Schottmecke），是德國的河流，位於該國西部，處於北萊茵-威斯特法倫州，屬於默訥河的支流，河道全長0.9公里，流域面積0.4平方公里。